# Ronde van Vlaanderen 2011
95. edycja wyścigu kolarskiego Ronde van Vlaanderen odbyła się w dniu 3 kwietnia 2011 roku i liczyła 256,3 km. Start wyścigu miał miejsce w Brugii, a meta w Ninove. Wyścig figurował w rankingu światowym UCI World Tour 2011.
Zwyciężył Belg Nick Nuyens z grupy Saxo Bank Sungard, drugi był Francuz Sylvain Chavanel, a trzeci Szwajcar Fabian Cancellara.
W wyścigu startowali polscy kolarze: Jarosław Marycz (85. miejsce na mecie) jeżdżący w Saxo Bank Sungard i Michał Kwiatkowski (nie ukończył) z Team RadioShack.

## Uczestnicy
Na starcie tego klasycznego wyścigu stanęło 25 zawodowych ekip, osiemnaście drużyn jeżdżących w UCI World Tour 2011 i siedem profesjonalnych zespołów zaproszonych przez organizatorów z tzw. "dziką kartą".
Lista drużyn uczestniczących w wyścigu:
| Numery  | Kod | Zespół                  |
| ------- | --- | ----------------------- |
| 1-8     | LEO | Leopard Trek            |
| 11-18   | GRM | Garmin-Cervelo          |
| 21-28   | VCD | Vacansoleil-DCM         |
| 31-38   | QST | Quick Step Cicling Team |
| 41-48   | OLO | Omega Pharma-Lotto      |
| 51-58   | RAB | Rabobank                |
| 61-68   | THR | HTC - Highroad          |
| 71-78   | BMC | BMC Racing Team         |
| 81-88   | SBS | Saxo Bank Sungard       |
| 91-98   | SKY | Sky Procycling          |
| 101-108 | LIQ | Liquigas-Cannondale     |
| 111-118 | RSH | Team RadioShack         |
| 121-128 | ALM | AG2R-La Mondiale        |

| Numery  | Kod | Zespół                       |
| ------- | --- | ---------------------------- |
| 131-138 | AST | Pro Team Astana              |
| 141-148 | KAT | Team Katusha                 |
| 151-158 | LAM | Lampre ISD                   |
| 161-168 | MOV | Movistar Team                |
| 171-178 | EUS | Euskaltel-Euskadi            |
| 181-188 | LAN | Landbouwkrediet              |
| 191-198 | TPV | Topsport Vlaanderen-Mercator |
| 201-208 | FDJ | Verandas Willems-Accent      |
| 211-218 | COF | Cofidis                      |
| 221-228 | FDJ | FDJ                          |
| 231-238 | SKS | Skil-Shimano                 |
| 241-248 | EUC | Europcar                     |

## Klasyfikacja generalna
| M-ce | Imię i nazwisko     | Kraj              | Drużyna                 | Czas       |
| ---- | ------------------- | ----------------- | ----------------------- | ---------- |
| 1.   | Nick Nuyens         | Belgia            | Saxo Bank Sungard       | 6h 00' 42" |
| 2.   | Sylvain Chavanel    | Francja           | Quick Step Cicling Team | + 0"       |
| 3.   | Fabian Cancellara   | Szwajcaria        | Leopard Trek            | + 0"       |
| 4.   | Tom Boonen          | Belgia            | Quick Step Cicling Team | + 2"       |
| 5.   | Sebastian Langeveld | Holandia          | Rabobank                | + 2"       |
| 6.   | George Hincapie     | Stany Zjednoczone | BMC Racing Team         | + 8"       |
| 7.   | Bjorn Leukemans     | Belgia            | Vacansoleil-DCM         | + 8"       |
| 8.   | Staf Scheirlinckx   | Belgia            | Verandas Willems-Accent | + 8"       |
| 9.   | Philippe Gilbert    | Belgia            | Omega Pharma-Lotto      | + 8"       |
| 10.  | Geraint Thomas      | Wielka Brytania   | Team Sky                | + 8"       |